# Rain Phoenix
Rain Phoenix (ur. 21 listopada 1972 w Crockett w stanie Teksas) – amerykańska aktorka i wokalistka rockowa. Siostra Summer, Joaquina i Rivera Phoenixa.

## Wybrana filmografia
- 1993: I kowbojki mogą marzyć jako Bonanza Jellybean
- 1995: Za wszelką cenę jako dziewczyna grająca na tamburynie
- 2001: O-Otello jako Emily
- 2004: Harry + Max jako Nikki
- 2005: Hitch: Najlepszy doradca przeciętnego faceta jako Kate